# Medalla Fritz Walter
La Medalla Fritz Walter es un premio individual, instaurado el 12 de octubre de 2005, que se otorga anualmente a los mejores jugadores juveniles alemanes de fútbol por temporada, tanto del género femenino como masculino.
Es una distinción otorgada por la Federación Alemana de Fútbol, en honor a Fritz Walter, capitán de la selección de Alemania que consiguió la Copa Mundial de 1954 y falleció el 17 de junio de 2002.
El en ese entonces presidente de la DFB, Gerhard Mayer-Vorfelder, inauguró la entrega de los premios en honor a Fritz Walter por haber sido un modelo a seguir para los futbolistas alemanes.
Son entregadas 3 diferentes medallas, una de oro, otra de plata y finalmente una de bronce. Además de la medalla, los ganadores reciben 20.000, 15.000 y 10.000 euros respectivamente.
Se concede tanto a mujeres como a varones. La categoría masculina, a su vez se divide en sub-17 y sub-19. La categoría femenina es única, con la condición que sean sub-19.

## Temporadas

### 2004-05
Fuente:
| Medalla / Categoría | Sub-19         | Sub-18               | Sub-17           | Femenino (Sub-19) |
| ------------------- | -------------- | -------------------- | ---------------- | ----------------- |
| Oro                 | Florian Müller | Marc-André Kruska    | Sergej Evljuskin | Anja Mittag       |
| Plata               | Manuel Neuer   | Sören Halfar         | Daniel Halfar    | Patricia Hanebeck |
| Bronce              | Eugen Polanski | Kevin-Prince Boateng | Sebastian Tyrała | Célia Šašić       |

### 2005-06
Fuente:
| Medalla / Categoría | Sub-19               | Sub-18             | Sub-17      | Femenino (Sub-19) |
| ------------------- | -------------------- | ------------------ | ----------- | ----------------- |
| Oro                 | Kevin-Prince Boateng | Sergej Evljuskin   | Lars Bender | Anna Blässe       |
| Plata               | Robert Fleßers       | Alexander Eberlein | Marko Marin | Nadine Keßler     |
| Bronce              | Daniel Adlung        | José-Alex Ikeng    | Sven Bender | Stefanie Draws    |

### 2006-07
Fuente:
| Medalla / Categoría | Sub-19           | Sub-18                   | Sub-17            | Femenino (Sub-19) |
| ------------------- | ---------------- | ------------------------ | ----------------- | ----------------- |
| Oro                 | Benedikt Höwedes | Marko Marin              | Patrick Funk      | Babett Peter      |
| Plata               | Manuel Konrad    | Eric Maxim Choupo-Moting | Konstantin Rausch | Katharina Baunach |
| Bronce              | Jérôme Boateng   | Stefan Reinartz          | Nils Teixeira     | Bianca Schmidt    |

### 2007-08
Fuente:
| Medalla / Categoría | Sub-19            | Sub-18              | Sub-17                  | Femenino (Sub-19) |
| ------------------- | ----------------- | ------------------- | ----------------------- | ----------------- |
| Oro                 | Dennis Diekmeier  | Toni Kroos          | Manuel Gulde            | Jana Burmeister   |
| Plata               | Florian Jungwirth | Sebastian Rudy      | Lennart Hartmann        | Kim Kulig         |
| Bronce              | Marcel Risse      | Richard Sukuta-Pasu | Shervin Radjabali-Fardi | Valeria Kleiner   |

### 2008-09
Fuente:
| Medalla / Categoría | Sub-19            | Sub-18           | Sub-17                | Femenino (Sub-19)  |
| ------------------- | ----------------- | ---------------- | --------------------- | ------------------ |
| Oro                 | Lewis Holtby      | Marco Terrazzino | Mario Götze           | Marina Hegering    |
| Plata               | Konstantin Rausch | Sören Bertram    | Reinhold Yabo         | Alexandra Popp     |
| Bronce              | André Schürrle    | Felix Kroos      | Marc-André ter Stegen | Dzsenifer Marozsán |

### 2009-10
Fuente:
| Medalla / Categoría | Sub-19                  | Sub-18              | Sub-17         | Femenino (Sub-19)   |
| ------------------- | ----------------------- | ------------------- | -------------- | ------------------- |
| Oro                 | Peniel Mlapa            | Mario Götze         | Timo Horn      | Svenja Huth         |
| Plata               | Stefan Bell             | Reinhold Yabo       | Andre Hoffmann | Ramona Petzelberger |
| Bronce              | Shervin Radjabali-Fardi | Matthias Zimmermann | Kolja Pusch    | Kyra Malinowski     |

### 2010-11
Fuente:
| Medalla / Categoría | Sub-19                | Sub-18         | Sub-17               | Femenino (Sub-19) |
| ------------------- | --------------------- | -------------- | -------------------- | ----------------- |
| Oro                 | Marc-André ter Stegen | Julian Draxler | Emre Can             | Johanna Elsig     |
| Plata               | Matthias Zimmermann   | Sonny Kittel   | Robin Yalçın         | Luisa Wensing     |
| Bronce              | Kevin Volland         | Markus Mendler | Odisseas Vlachodimos | Melanie Leupolz   |

### 2011-12
Fuente:
| Medalla / Categoría | Sub-19           | Sub-18          | Sub-17        | Femenino (Sub-19) |
| ------------------- | ---------------- | --------------- | ------------- | ----------------- |
| Oro                 | Antonio Rüdiger  | Matthias Ginter | Leon Goretzka | Lena Lotzen       |
| Plata               | Andre Hoffmann   | Thomas Pledl    | Max Meyer     | Lina Magull       |
| Bronce              | Patrick Rakovsky | Dominik Kohr    | Pascal Itter  | Sara Däbritz      |

### 2012-13
Fuente:
| Medalla / Categoría | Sub-19           | Sub-18         | Sub-17        | Femenino (Sub-19) |
| ------------------- | ---------------- | -------------- | ------------- | ----------------- |
| Oro                 | Matthias Ginter  | Kevin Akpoguma | Timo Werner   | Melanie Leupolz   |
| Plata               | Yannick Gerhardt | Joshua Kimmich | Julian Brandt | Sara Däbritz      |
| Bronce              | Dominik Kohr     | Anthony Syhre  | Donis Avdijaj | Franziska Jaser   |

### 2013-14
Fuente:
| Medalla / Categoría | Sub-19         | Sub-18           | Sub-17          | Femenino (Sub-19) |
| ------------------- | -------------- | ---------------- | --------------- | ----------------- |
| Oro                 | Niklas Stark   | Julian Brandt    | Benedikt Gimber | Sara Däbritz      |
| Plata               | Max Meyer      | Levin Öztunali   | Damir Bektic    | Pauline Bremer    |
| Bronce              | Joshua Kimmich | Jonas Föhrenbach | Timo Königsmann | Jasmin Sehan      |

### 2014-15
Fuente:
| Medalla / Categoría | Sub-19            | Sub-17              | Femenino (Sub-19) |
| ------------------- | ----------------- | ------------------- | ----------------- |
| Oro                 | Jonathan Tah      | Felix Passlack      | Pauline Bremer    |
| Plata               | Timo Werner       | Niklas Dorsch       | Nina Ehegötz      |
| Bronce              | Lukas Klostermann | Constantin Frommann | Laura Freigang    |

### 2015-16
Fuente:
| Medalla / Categoría | Sub-19                 | Sub-17          | Femenino (Sub-19) |
| ------------------- | ---------------------- | --------------- | ----------------- |
| Oro                 | Benjamin Henrichs      | Gian-Luca Itter | Nina Ehegötz      |
| Plata               | Philipp Ochs           | Kai Havertz     | Anna Gerhardt     |
| Bronce              | Maximilian Mittelstädt | Arne Maier      | Tanja Pawollek    |

### 2016-17
Fuente:
| Medalla / Categoría | Sub-19       | Sub-17         | Femenino (Sub-19) |
| ------------------- | ------------ | -------------- | ----------------- |
| Oro                 | Salih Özcan  | Fiete Arp      | Jana Feldkamp     |
| Plata               | Aymen Barkok | Manuel Mbom    | Janina Minge      |
| Bronce              | Gökhan Gül   | Lars Lukas Mai | Sophia Kleinherne |

### 2017-18
Fuente:
| Medalla / Categoría | Sub-19             | Sub-17               | Femenino (Sub-19) |
| ------------------- | ------------------ | -------------------- | ----------------- |
| Oro                 | Kai Havertz        | Noah Katterbach      | Tanja Pawollek    |
| Plata               | Arne Maier         | Oliver Batista-Meier | Sophia Kleinherne |
| Bronce              | Manuel Wintzheimer | Luca Unbehaun        | Lena Oberdorf     |

### 2018-19
Fuente:
| Medalla / Categoría | Sub-19              | Sub-17          | Femenino (Sub-19) |
| ------------------- | ------------------- | --------------- | ----------------- |
| Oro                 | Nicolas-Gerrit Kühn | Karim Adeyemi   | Klara Bühl        |
| Plata               | Josha Vagnoman      | Jordan Meyer    | Lena Oberdorf     |
| Bronce              | Yann Aurel Bisseck  | Lazar Samardžić | Gia Corley        |

### 2019-20
| Medalla / Categoría | Sub-19          | Sub-17        | Femenino (Sub-19) |
| ------------------- | --------------- | ------------- | ----------------- |
| Oro                 | Noah Katterbach | Florian Wirtz | Lena Oberdorf     |
| Plata               | Kevin Ehlers    | Torben Rhein  | Gia Corley        |
| Bronce              | Frederik Jäkel  | Luca Netz     | Carlotta Wamser   |

### 2020-21
| Medalla / Categoría | Sub-19        | Sub-17            | Femenino (Sub-19) | Femenino (Sub-17) |
| ------------------- | ------------- | ----------------- | ----------------- | ----------------- |
| Oro                 | Karim Adeyemi | Youssoufa Moukoko | Jule Brand        | Clara Fröhlich    |
| Plata               | Ansgar Knauff | Linus Gechter     | Julia Kassen      | Vanessa Diehm     |
| Bronce              | Noah Atubolu  | Anton Kade        | Sophie Weidauer   | Cora Zicai        |

### 2021-22
| Medalla / Categoría | Sub-19        | Sub-17         | Femenino (Sub-19)       | Femenino (Sub-17) |
| ------------------- | ------------- | -------------- | ----------------------- | ----------------- |
| Oro                 | Florian Wirtz | Nelson Weiper  | Lisanne Gräwe           | Jella Veit        |
| Plata               | Luca Netz     | Laurin Ulrich  | Carlotta Wamser         | Mara Alber        |
| Bronce              | Robert Wagner | Tarek Buchmann | Sarah Mattner-Trembleau | Mathilde Janzen   |

### 2022-23
| Medalla / Categoría | Sub-19            | Sub-17          | Femenino (Sub-19) | Femenino (Sub-17)    |
| ------------------- | ----------------- | --------------- | ----------------- | -------------------- |
| Oro                 | Youssoufa Moukoko | Paris Brunner   | Franziska Kett    | Alara Şehitler       |
| Plata               | Brajan Gruda      | Noah Darvich    | Vanessa Diehm     | Emily Wallrabenstein |
| Bronce              | Umut Tohumcu      | Assan Ouédraogo | Dilara Acikgöz    | Melina Krüger        |

### 2023-24
| Medalla / Categoría | Sub-19            | Sub-17         | Femenino (Sub-19) | Femenino (Sub-17) |
| ------------------- | ----------------- | -------------- | ----------------- | ----------------- |
| Oro                 | Tom Bischof       | Francis Onyeka | Loreen Bender     | Merle Hokamp      |
| Plata               | Dženan Pejčinović | Kilian Sauck   | Rebecca Adamczyk  | Greta Hünten      |
| Bronce              | Elias Baum        | Boris Lum      | Jella Veit        | Laila Portella    |

## Jugadores destacados
- Manuel Neuer - Copa Mundial, UEFA Champions League, Supercopa de Europa, Copa Mundial de Clubes, Bundesliga (3), Copa de Alemania (3) y Supercopa de Alemania.
- Kevin-Prince Boateng - Serie A, League Cup y Supercopa de Italia.
- Anja Mittag - Copa Mundial Femenina, Eurocopa Femenina (2) y Champions League Femenina.
- Célia Šašić - Eurocopa Femenina (2) y Champions League Femenina.
- Marko Marin - Europa League (2) y 2. Bundesliga.
- Anna Blässe - Champions League Femenina (2).
- Nadine Keßler - Eurocopa Femenina, Champions League Femenina y FIFA Balón de Oro.
- Stefanie Draws - Champions League Femenina.
- Benedikt Höwedes - Copa Mundial, Copa de Alemania y Supercopa de Alemania.
- Jérôme Boateng - Copa Mundial, UEFA Champions League, Supercopa de Europa, Copa Mundial de Clubes, Bundesliga (3), Copa de Alemania (2) y Supercopa de Alemania.
- Babett Peter - Copa Mundial Femenina, Eurocopa Femenina (2) y Champions League Femenina.
- Bianca Schmidt - Eurocopa Femenina (2) y Champions League Femenina (2).
- Toni Kroos - Copa Mundial, UEFA Champions League, Supercopa de Europa (2), Copa Mundial de Clubes (2), Bundesliga (3), Copa de la Liga, Copa de Alemania (3) y Supercopa de Alemania (2).
- Kim Kulig - Eurocopa Femenina y Champions League Femenina.
- André Schürrle - Copa Mundial, Premier League, Copa de Alemania y Supercopa de Alemania.
- Mario Götze - Copa Mundial, Supercopa de Europa, Copa Mundial de Clubes, Bundesliga (4), Copa de Alemania (2) y Supercopa de Alemania.
- Marc-André ter Stegen - UEFA Champions League, Supercopa de Europa, Liga de España y Copa del Rey.
- Marina Hegering - Champions League Femenina
- Alexandra Popp - Eurocopa Femenina y Champions League Femenina (3).
- Svenja Huth - Eurocopa Femenina y Champions League Femenina (2).
- Dzsenifer Marozsán - Eurocopa Femenina y Champions League Femenina.
- Julian Draxler - Copa Mundial, Copa de Alemania y Supercopa de Alemania.
- Luisa Wensing - Eurocopa Femenina y Champions League Femenina (2).
- Melanie Leupolz - Eurocopa Femenina.
- Matthias Ginter - Copa Mundial y Supercopa de Alemania.
- Lena Lotzen - Eurocopa Femenina.
- Lina Magull - Champions League Femenina (2).
- Sara Däbritz - Eurocopa Femenina.